# Labastide-Beauvoir
Labastide-Beauvoir é uma comuna francesa na região administrativa da Occitânia, no departamento do Alto Garona. Estende-se por uma área de 10.2 km², com 1.265 habitantes, segundo o censo de 2018, com uma densidade de 120 hab/km².